# Palnik Teclu

Schemat palnika Teclu

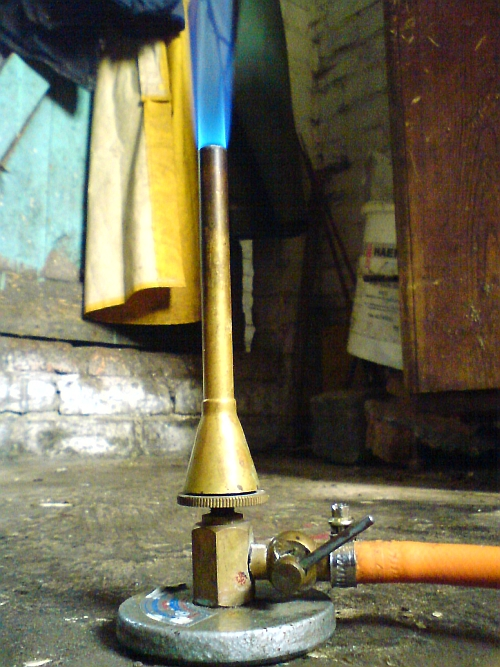
Płonący palnik Teclu

Palnik Teclu (rum. Bec Teclu) – palnik laboratoryjny opracowany i opisany w 1892 przez rumuńskiego chemika, Nicolae Teclu (1839–1916). Budową przypomina palnik Bunsena. Podstawowa różnica to zmodyfikowana regulacja dopływu powietrza do kominka, umożliwiająca uzyskanie wyższej temperatury płomienia. Ilość powietrza dostarczonego do palnika reguluje się za pomocą metalowego krążka osadzonego na nagwintowanej rurce dostarczającej gaz do spalenia. Obracając ów krążek, podnosi się go lub opuszcza, co zmniejsza lub zwiększa przepływ powietrza. Temperatura maksymalna płomienia gaz-powietrze wynosi około 1500 °C.
Palniki Teclu wykonuje się najczęściej z mosiądzu (części powyżej podstawki). Budowane są na dwa rodzaje gazów, propan-butan i metan (gaz ziemny). Podstawową różnicą w obu rodzajach palników jest dysza doprowadzająca gaz (dysze przystosowane do gazu ziemnego mają otwory o większej średnicy niż te do gazu propan-butan). Moc palnika Teclu reguluje się tak jak w przypadku innych palników, poprzez zmianę ilości gazu dostarczanego do kominka. Dokonuje się tego poprzez zawór dopływowy gazu. Ze względu na jego budowę wyróżnia się zawory: igłowy i uchylny. W zaworze igłowym dopływ gazu reguluje się pokrętłem, a w zaworze uchylnym – poprzez zmianę położenia dźwigni.